# KHDRBS3
KHDRBS3 (англ. KH RNA binding domain containing, signal transduction associated 3) – білок, який кодується однойменним геном, розташованим у людей на короткому плечі 8-ї хромосоми. Довжина поліпептидного ланцюга білка становить 346 амінокислот, а молекулярна маса — 38 800.
| 10         |  | 20         |  | 30         |  | 40         |  | 50         |
| ---------- |  | ---------- |  | ---------- |  | ---------- |  | ---------- |
| MEEKYLPELM |  | AEKDSLDPSF |  | THALRLVNQE |  | IEKFQKGEGK |  | DEEKYIDVVI |
| NKNMKLGQKV |  | LIPVKQFPKF |  | NFVGKLLGPR |  | GNSLKRLQEE |  | TLTKMSILGK |
| GSMRDKAKEE |  | ELRKSGEAKY |  | FHLNDDLHVL |  | IEVFAPPAEA |  | YARMGHALEE |
| IKKFLIPDYN |  | DEIRQAQLQE |  | LTYLNGGSEN |  | ADVPVVRGKP |  | TLRTRGVPAP |
| AITRGRGGVT |  | ARPVGVVVPR |  | GTPTPRGVLS |  | TRGPVSRGRG |  | LLTPRARGVP |
| PTGYRPPPPP |  | PTQETYGEYD |  | YDDGYGTAYD |  | EQSYDSYDNS |  | YSTPAQSGAD |
| YYDYGHGLSE |  | ETYDSYGQEE |  | WTNSRHKAPS |  | ARTAKGVYRD |  | QPYGRY     |

A: Аланін

D: Аспарагінова кислота

E: Глутамінова кислота

F: Фенілаланін

G: Гліцин

H: Гістидин

I: Ізолейцин

K: Лізин

L: Лейцин

M: Метіонін

N: Аспарагін

P: Пролін

Q: Глутамін

R: Аргінін

S: Серин

T: Треонін

V: Валін

W: Триптофан

Кодований геном білок за функцією належить до фосфопротеїнів. 
Задіяний у таких біологічних процесах, як процесинг мРНК, транскрипція, регуляція транскрипції, альтернативний сплайсинг. 
Білок має сайт для зв'язування з РНК. 
Локалізований у ядрі.